# Baltica Rupes
La Baltica Rupes è una struttura geologica della superficie di Mercurio.